# Frederick Zollo

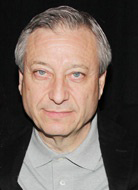
Frederick Zollo (2015)

Frederick Zollo (* 24. Februar 1953 in Boston, Massachusetts) ist ein US-amerikanischer Film- und Theaterproduzent.

## Leben
Zollo ist seit den 1970er Jahren als Produzent am Broadway tätig, seit 1988 auch als Produzent im Filmgeschäft. 2004 war er mit einem Musical für den Tony Award nominiert.
Für Mississippi Burning – Die Wurzel des Hasses war Zollo gemeinsam mit Robert F. Colesberry bei der Oscarverleihung 1989 für einen Preis in der Kategorie Bester Film nominiert.
Zollo war mit der Filmproduzentin Barbara Broccoli verheiratet.

## Filmografie (Auswahl)
- 1988: Der letzte Outlaw (Miles from Home)
- 1988: Mississippi Burning – Die Wurzel des Hasses (Mississippi Burning)
- 1993: Naked in New York
- 1993: Musik des Zufalls (Music of the Chance)
- 1994: Schlagzeilen (The Paper)
- 1996: Das Attentat (Ghosts of Mississippi)
- 2022: Till – Kampf um die Wahrheit (Till)